# Francisco Vázquez Vázquez
Francisco "Paco" José Vázquez Vázquez (ur. 9 kwietnia 1946 w La Coruñi) – hiszpański polityk, samorządowiec i dyplomata. Burmistrz La Coruñi (1983–2006), wieloletni parlamentarzysta, ambasador Hiszpanii przy Stolicy Apostolskiej (2006–2011). 

## Życiorys
Z zawodu jest inspektorem pracy. Po ukończeniu studiów prawniczych w Colegio Mayor Universitario de San Pablo w Madrycie powrócił do rodzinnej La Coruñi. W 1976 przystąpił do PSOE. W 1977 został I sekretarzem PSOE w Galicji. W tym samym roku został wybrany w skład Kongresu Deputowanych. Jako poseł pracował m.in. nad ustawami związanymi z autonomią Galicji oraz jej statutem. W 1979 wszedł w skład Federalnej Komisji Wykonawczej (Comisión Ejecutiva Federal) PSOE. W 1980 został sekretarzem generalnym Socjalistycznej Partii Galicji (gal. Partido dos Socialistas de Galicia, PSdeG; hiszp. Partido de los Socialistas de Galicia, PsdeG), będącej regionalnym oddziałem PSOE. W wyniku wyborów samorządowych w 1983 został wybrany alkadem (burmistrzem) Coruñi – funkcję sprawował nieprzerwanie przez sześć kadencji do 2006. Za jego rządów otwarto Dom Nauki (Casa de las Ciencias, 1985), Domus (Casa del Hombre, 1993), a także Casa de los Peces o Aquarium Finisterrae (1999). Zbudowano również pasaż nadmorski. Jako alkad przez dwie kadencje sprawował funkcję przewodniczącego Hiszpańskiej Federacji Gmin i Prowincji (hiszp. Federación Española de Municipios y Provincias, FEMP). Jako lider galicyjskiej PSOE był krytycznie nastawiony do idei rządowego sojuszu z nacjonalistami z BNG. 
Mandat poselski w Kongresie Deputowanych sprawował przez kilka kadencji do 2000. W latach 2000–2006 był senatorem. W lutym 2006 objął funkcję ambasadora Hiszpanii przy Stolicy Apostolskiej, którą pełnił do początku 2011. 
Jest rzymskim katolikiem. Jako parlamentarzysta był przeciwnikiem ustaw o małżeństwie homoseksualnym oraz przerywaniu ciąży. 
Odznaczony m.in. Krzyżem Wielkim Orderu Izabeli Katolickiej (2003), Krzyżem Wielkim Cywilnego Orderu Zasługi (2005), Krzyżem Wielkim Zasługi na rzecz Wojska i Marynarki, a także Orderem Konstytucji. Jest kawalerem Orderu Imperium Brytyjskiego (2000).